# Christian Andrésen
Christian Andrésen, född 1860, död 1930, var en dansk-svensk målare och porslinsmålare.
Andrésen anställdes vid Rörstrands porslinsfabrik 1889 för att utföra dekormålning på företagets beställningsporslin,  han lämnade företaget 1901 för att tillträda en liknande befattning vid Göteborgs porslinsfabrik där han var verksam fram till 1926.